# 小行星5833
小行星5833（英語：5833 Peterson）是一颗围绕太阳公转的小行星。1991年8月5日，亨利·E·霍爾特在帕洛马山发现了此天体。
这颗小行星的绝对星等为122.10434等。